# Зюзельский
Зюзельский — посёлок в Полевском муниципальном округе Свердловской области России. С 1938 по 2004 год имел статус рабочего посёлка (посёлка городского типа).

## Географическое положение
Посёлок Зюзельский расположен в 7 километрах по прямой и в 13 по автодороге к западу-юго-западу от города Полевского, на левом берегу реки Железянки (левого притока реки Полевой, бассейн реки Чусовой). В 2,5 километрах от посёлка расположен геоморфологический, ботанический и археологический природный памятник — гора Азов высотой 589,3 метров. Посёлок расположен в 17 километрах железнодорожной станции Полевской.

## История
На реке Железянке была построена плотина для устройства питьевого пруда.
В 1938 году Зюзельский получил статус посёлка городского типа.
31 декабря 2004 года Зюзельский утратил статус посёлка городского типа и был преобразован сельский населённый пункт.
В 2025 году в Зюзельском возведён новый фельдшерско-акушерский пункт.

### Зюзельский рудник
В начале XX века в окрестностях посёлка добывали золото, медную и железную руду, было развито ткачество, выделка шкур, производство туесов, шкатулок и др. деревянных изделий. В 1907 году на Зюзельском руднике началась добыча колчедана (сырьё для получения серной кислоты на Полевском сернокислотном заводе). Кислота применялась для выработки меди из обширных отвалов, оставшихся на поверхности после полного затопления Гумёшевского рудника в 1876 году. В 1922 году был открыт Зюзельский главный разрез, на котором добывался серный колчедан и поставлялся на Полевской химический завод. В 1936 году началась строительство шахты Капитальная, ствол которой достиг горизонта в 250 метров. Добыча медной руды продолжалась до 1977 года.

### Топонимика
Название, по-видимому, происходит от названия речушки Зюзелки или Зюзелги, протекающей с севера от посёлка. Тюркоязычный корень «елга» означает «река», по поводу значения первого корня («уз» или «узи») однозначного мнения нет. Южнее, в Челябинской области, есть несколько рек с похожим названием: Зюзелга (Зюзелка).

## Храм
В июле 2004 года был заложен новый храм.

## Население
| 1959 | 1970  | 1979  | 1989  | 2002  | 2010  |
| ---- | ----- | ----- | ----- | ----- | ----- |
| 2835 | ↘2524 | ↘1995 | ↘1595 | ↘1333 | ↗1371 |